# ピムス・カップ

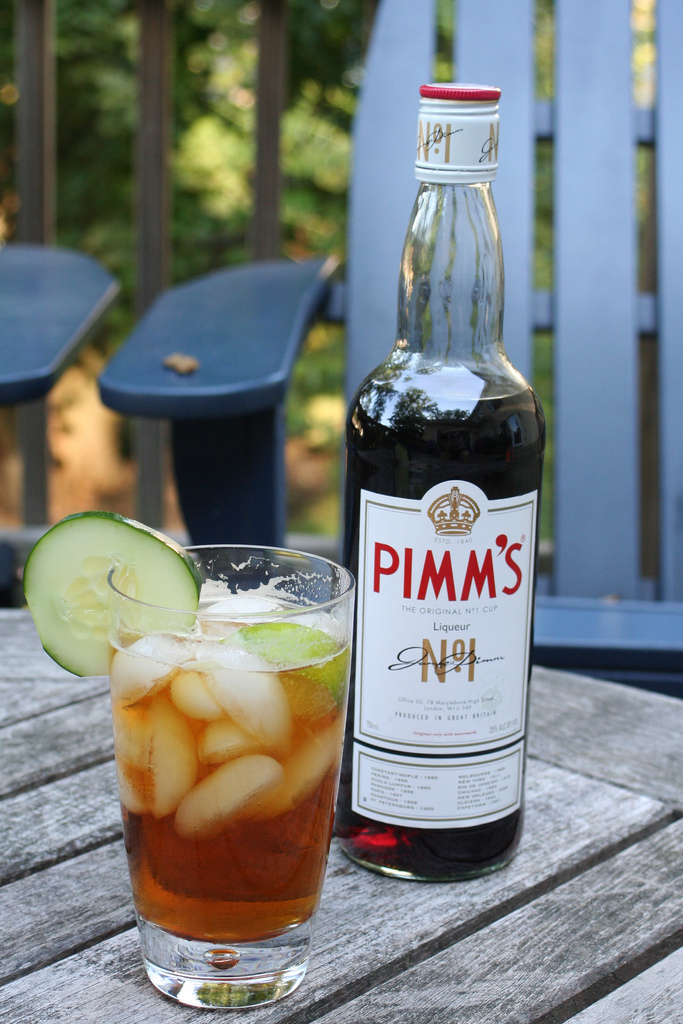
ピムスNo.1の瓶とピムス・カップのグラス

ピムス・カップ（英: Pimm's Cup）はイギリスで人気の高いカクテル。イギリスでは短い夏の日々を満喫するために欠かせない飲み物とされる。ピムスカップと表記することもある。

## 概要
イギリス産まれのリキュール・ピムスをレモネードや炭酸水などで割り、好みのフルーツ、キュウリなどを加えて作る。ロンドンで夏に開催されるウィンブルドン選手権ではピムス・カップを飲みながら観戦するのがお約束となっている。

## 作り方の例
材料
- ピムス No.1 - 2
- レモン・ジュース - 1/2
- ジンジャーエール - 適量

飾り
- キュウリのスライス
- ミント
- イチゴ

作り方
1. 氷を入れたハイボールグラスにピムスNo.1とレモン・ジュースを入れる。
2. ジンジャーエールでフルアップ。
3. 飾りをグラスに入れる。
4. 好みで輪切りのオレンジや輪切りのレモンを入れる。

## 画像

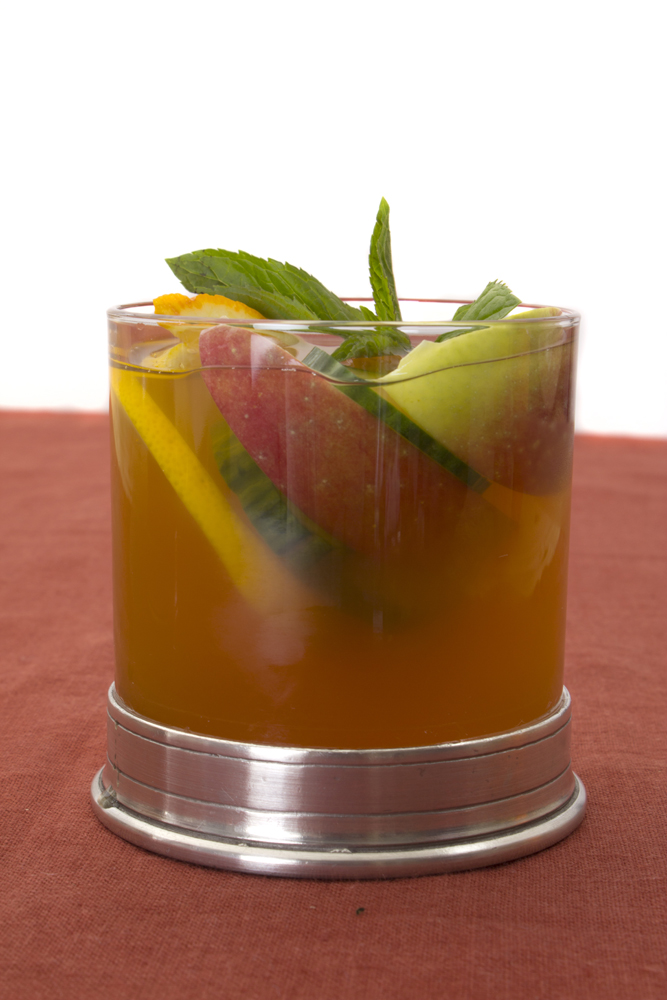
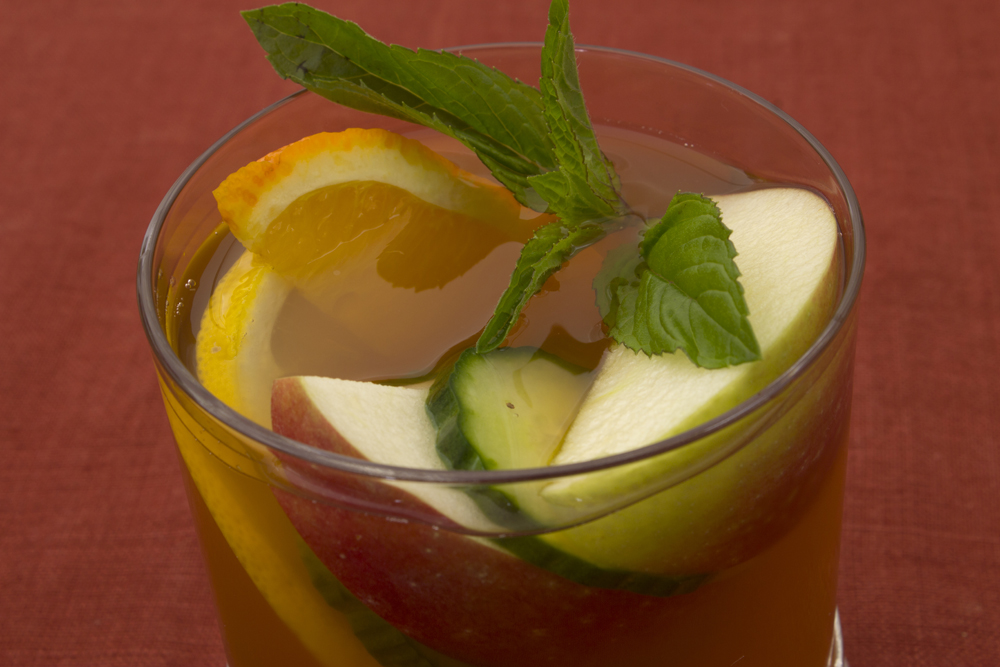
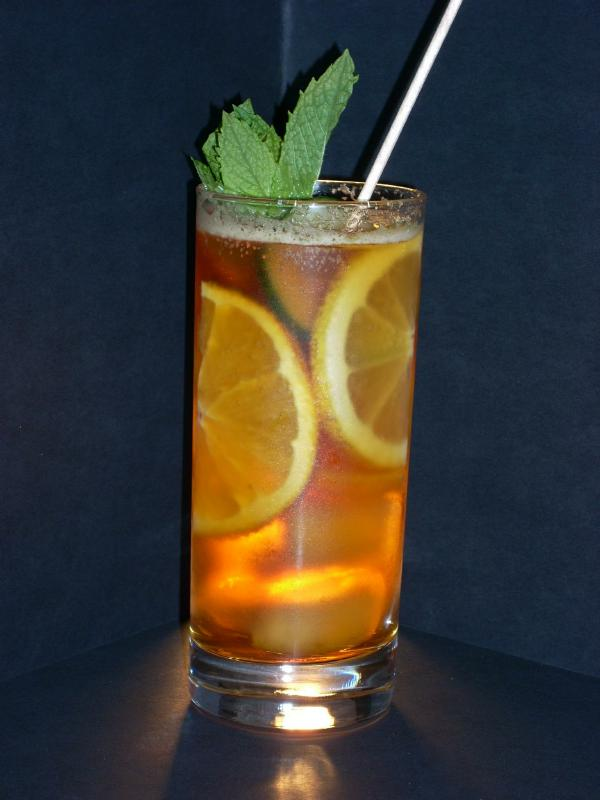